# Дереневка
Дереневка (укр. Деренівка) — село в Теребовлянской городской общине Тернопольского района Тернопольской области Украины.
До 2020 года входило в Теребовлянский район.
Население по переписи 2001 года составляло 531 человек. Занимает площадь 1,550 км². Почтовый индекс — 48173.